# Bojonegara (Bojonegara)
Bojonegara is een bestuurslaag in het regentschap Serang van de provincie Banten, Indonesië. Bojonegara telt 4688 inwoners (volkstelling 2010).